# 317
| 317                |
| ------------------ |
| Dødsfald - Fødsler |
|                    |

| Gregoriansk kalender | 317 CCCXVII             |
| Ab urbe condita      | 1070                    |
| Armensk kalender     | I/T                     |
| Kinesiske kalender   | 3013 – 3014 丙子 – 丁丑 |
| Etiopisk kalender    | 309 – 310               |
| Jødisk kalender      | 4077 – 4078             |
| Hindukalendere       |                         |
| - Vikram Samvat      | 372 – 373               |
| - Shaka Samvat       | 239 – 240               |
| - Kali Yuga          | 3418 – 3419             |
| Iransk kalender      | 305 BP – 304 BP         |
| Islamisk kalender    | 315 BH – 314 BH         |

Se også 317 (tal)